# Texas hold 'em
Texas hold 'em (hold'em, rijetko holdem) najpopularnija je pokeraška igra u Europi i Sjevernoj Americi zastupljena podjednako u kasinima i online. Prema riječima Doylea Brunsona i Johnnyja Mossa, igra se razvila iz stud pokera (vrste u kojoj igrač dobije ukupno sedam naizmjenično otvorenih i zatvorenih karata), pa je tako i nazvana "Texas hold 'em seven card stud" dvadesetih godina 20. stoljeća. Hold 'em je vrsta pokera u kojoj igrač koristi bilo koju kombinaciju pet karata na stolu koje su zajedničke svim igračima (community cards, board) i vlastite dvije (hole cards, pocket (cards)), za razliku od drugih vrsta pokera u kojim svaki igrač dobiva samo vlastite karte.
Nakon sporog ali konstantnog stjecanja popularnosti kroz većinu 20. stoljeća, igra je stekla iznimnu popularnost u prvom desetljeću 21. stoljeća naglim porastom prikazivanja na televiziji, internetu, kao i u popularnoj literaturi.
Na WSOP i WPT turnirima najčešće se koristi no-limit igra koja označava mogućnost neograničenog ulaganja novca ili chipova.
Hold 'em je idealan za strateške i matematičke analize zbog činjenice što svaki igrač kombinira svoje dvije karte s pet zajedničkih. Jednostavnost pravila i popularnost nadahnuće su za brojne knjige u kojima se preporučuju najbolji načini igranja. Velika većina autora propagira strategiju korištenja relativno malenog broja ruku (handova), ali i agresivnu igru kad igrač dobije takvu ruku (učestalo ulaganje i dizanje tuđih ulaganja).

## Povijest
Iako je malo toga poznato o izumu Texas hold 'ema, grad Robstown službeno se uzima kao mjesto nastanka igre u ranim godinama 20. stoljeća. Nakon što se raširio po cijelom Texasu, hold 'em 1967. godine dolazi u Las Vegas ponajviše zahvaljujući lokalnim kockarima Doyleu Brunsonu, Amarillu Slimu i Crandellu Addingtonu. Jedini kasino koji je u početku širenja igre u svojoj ponudi imao hold 'em bio je Golden Nugget Casino u centru Las Vegasa. Addington opisuje tada jedinu sobu za hold 'em u čitavom kasinu kao neuglednu i prašnjavu. Ovu sobu, upravo zbog dekora, nisu posjećivali bogati klijenti pa su profesionalni igrači zarađivali na drugim vrstama pokera i drugim lokacijama. No, 1969. godine profesionalni igrači Las Vegasa pozvani su na igranje hold 'ema u (danas srušeni, ali tada luksuzni) Casino Dunes. Udarna lokacija i nova, dotad relativno nepoznata igra, osigurali su igračima bogate novčane nagrade.
Nakon neuspjelog pokušaja osnivanja Gambling Fraternity Conventiona (skupa kockarskih bratstava), Tom Moore uspijeva u svom naumu godinu poslije (1969.) te uvodi prvi pokeraški turnir u povijesti na drugom sastanku skupa. Osim tradicionalnih vrsta pokera (stud, draw) igrao se i Texas hold 'em. Otac Benny i sin Jack Binion, nakon kupnje i preuzimanja cijelog skupa, mijenjaju mu ime u World Series of Poker i premještaju ga u vlastiti kasino (Binion's Horseshoe Casino) u Las Vegasu. Nakon prvog odigranog turnira, novinar Tom Thackrey predložio je no-limit igru. Ideja je prihvaćena, a takav sustav igre zadržao se do danas na velikoj većini turnira.
Interes za glavni turnir (Main Event) polako je rastao; nakon samo osam prijavljenih igrača 1972. godine, taj broj do 1991. raste na više od 200, da bi početkom 21. stoljeća turniru redovito pristupalo više tisuća igrača.
Doyle Brunson 1976. godine izdaje knjigu "Super/System". Iako je izdavač knjige bio sam Doyle, a cijena 1978. godine iznosila tada vrlo visokih 100 američkih dolara, razgrabljena je, da bi odmah potom revolucionizirala način igre svih opisanih vrsta pokera, uključujući i hold 'em. Nekoliko godina kasnije Al Alvarez izdaje knjigu u kojoj potanko opisuje svaki dotad odigrani WSOP-ov turnir. Zahvaljujući upravo ovoj knjizi, hold 'em, ali i poker općenito, predstavljeni su širokoj publici preciznim opisom svijeta profesionalnih "pokeraša".
Zanimanje za hold 'em izvan Las Vegasa i ostatka države Nevade poraslo je osamdesetih godina 20. stoljeća. Iako su gotovo sva kasina nudila klasični draw poker (vrstu u kojoj igrač drži svojih pet karata u ruci), hold 'em je zabranjen u Kaliforniji zakonom koji je zabranjivao igranje nepoznate igre stud-horse. No, 1988. godine sud u parnici Tibbetts - Van De Kamp donosi presudu da je hold 'em zakonski različita igra od stud-horsea. Odmah potom mnoga kalifornijska kasina u svoju ponudu uvrštavaju i Texas hold 'em.
Nakon putovanja u Las Vegas i povratka u Europu, kockari i povremeni kladioničari Terry Rogers i Liam Flood predstavljaju hold 'em europskim kartašima.

## Eksplozija hold 'ema
Texas hold 'em doživljava pravi procvat u prvom desetljeću 21. stoljeća, a taj fenomen pripisuje se izumu internetskog pokera, pojavi pokera na televiziji (uključujući reklamiranje), lockoutu u NHL-u 2004. i 2005. godine (preskočena je cijela jedna sezona zbog neuspjelih dogovora igrača s vodstvom lige o visini plaća) i pobjedi Chrisa Moneymakera, dotad nepoznatog Amerikanca koji se za turnir kvalificirao preko interneta, na Main Eventu WSOP-a.

### Televizija
Prije uspostavljanja bezbrojnih emitiranja pokeraških turnira na televiziji, film Rounders iz 1998. godine s Mattom Damonom i Edwardom Nortonom u glavnim ulogama, prikazao je publici romantičarsku stranu pokera kao načinu života. Osim što je u film uključeno i nekoliko izvornih prikaza s Main Eventa 1988. godine, film prati životni put pokeraške legende Doylea Brunsona. 2006. godina donijela je Casino Royale, film iz ciklusa o Jamesu Bondu, u kojemu se poveći dio raspleta odvija za pokeraškim stolom na kojem se igrao hold 'em.
Iako su se turniri Texas hold 'ema prikazivali još od kasnih sedamdesetih godina 20. stoljeća, popularni su postali tek 1999. kad je u britanskoj emisiji Late Night Poker predstavljen hole cam, malena kamera koja otkriva gledateljima karte koje svaki igrač na stolu posjeduje. Pravu eksploziju hold 'em doživljava 2003. godine, kad Kanada i SAD prihvaćaju ideju hole cama. Nekoliko mjeseci kasnije, sjevernoamerička televizijska kuća ESPN prenosi Main Event WSOP-a na kojemu je senzacionalni pobjednik postao internetski kvalifikant Chris Moneymaker, čiji je neočekivani pothvat potvrdio da svatko ima jednaku šansu postati svjetskim prvakom.
Pobjeda odvjetnika i amaterskog igrača iz Connecticuta, Grega Raymera, dala je dodatan doprinos popularizaciji hold 'ema među amaterima i online igračima. 2005. godina donosi rekornih 5619 prijavljenih igrača za Main Event i pobjedu Joea Hachema, dotad anonimnog poluprofesionalnog Australca libanonskih korijena, koji je odnio i najveći dio ukupnog nagradnog fonda od 7.5 milijuna američkih dolara. Porast igrača, ali i zanimanja sponzora, nastavljeni su i godinu kasnije. Jamie Gold osvaja turnir pobijedivši 8.772 suparnika za nagradu od rekordnih 12 milijuna američkih dolara.
Osim WSOP-a, redovito se prenose i turniri WPT (World Poker Tour) i PPT (Professional Poker Tour) serije, uz već spomenuti Poker After Dark na NBC-u te High Stakes Poker na GSN-u. Texas hold 'em postao je standardan na većini sportskih programa, čak i izvan Sjeverne Amerike.

### Internet
Mogućnost anonimnog, brzog i jeftinog igranja hold 'ema na internetu jedan je od glavnih uzroka enormne porasti zanimanja za ovu igru. Osim što su online igrači u mogućnosti zaraditi pravi novac (ali i izgubiti), postoje i manji turniri (sateliti, satellites), čijim se osvajanjem ili plasmanom u sam vrh može izboriti plasman na veće turnire (npr. na Main Event WSOP-a). Osvajači Main Eventa 2003. i 2004. godine kvalificirali su se na turnir upravo na ovaj način. Velike internetske poker sobe PokerStars i Full Tilt Poker organiziraju i vlastite serije turnira nalik WSOP-u (WCOOP - World Championship Of Online Poker i FTOPS - Full Tilt Online Poker Series), čije su cijene ulaznica obično niže, no broj igrača znatno viši.

## Cilj igre
U Texas hold 'emu, kao i u ostalim varijantama pokera, pojedinci se natječu za svotu novca ili chipova uloženu od strane samih igrača, što se naziva pot. Pošto se karte dijele nakon podrobnog miješanja, one su izvan kontrole samih igrača, što njih tjera na kontroliranje količine novca u potu prema kartama koje su u toj ruci dobili.
Sama igra sastoji se od velikog broja ruku (handova). Nakon kraja svake ruke, pot se dodjeljuje igraču s najboljom rukom. Ruka može završiti pokazivanjem karata (showdown), u kojemu ih igrači otkrivaju i uspoređuju, a pot se dodjeljuje onom s najjačom kombinacijom  (postoji mogućnost da dva ili više igrača podijele pot jer je najbolja ruka zajednička, što se naziva split pot). Drugi način završavanja ruke je odustajanje (fold) svih igrača osim jednog, koji postaje i pobjednik te ruke.
Cilj igre nije osvajanje svake ruke, nego donošenje ispravnih odluka o količini novca koju će igrač uložiti, povisiti ulog, pratiti ili odustati u svakoj pojedinoj ruci. Ispravnim odlukama igrači maksimalno povećavaju izglede da će, dugoročno gledano, novčano profitirati.

## Pravila
Tekst ispod napisan je podrazumijevajući da čitatelj barata barem osnovnim pokeraškim pojmovima i rukama (handovima). Za uvod, pogledajte i članak o pokeru.

### Struktura ulaganja
Texas hold 'em igra se uz korištenje small i big blinda, uloga koja su dva igrača pravilima prisiljena uložiti na početku svake ruke. Ponekad se koristi i ante, najčešće vrlo malen ulog kojeg svi igrači prisutni za stolom moraju uložiti. Dealer button (ili jednostavno button) rotira se stolom u smjeru kazaljke na satu; igrač lijevo od buttona postavlja small blind, dok igrač lijevo od small blinda ulaže big blind, koji je uobičajeno dvostruko veći od small blinda. Struktura ante/blindovi kontinuirano raste nakon određenog perioda, a u nekim slučajevima small blind može iznositi više od pola big blinda (npr. $10 small, a $15 big blind) ili manje (npr. $10 small, a $25 big blind).
Posebna heads-up ili head-to-head pravila koriste se kada su na stolu preostala samo dva igrača. Blindovi se drugačije postavljaju; igrač s buttonom ulaže small, a njegov protivnik big blind. Igrač s buttonom (dealer, djelitelj) igra prvi samo prije flopa, no nakon flopa njegov protivnik je taj koji počinje s ulaganjem.
Hold 'em se igra u tri oblika: limit, pot-limit i no-limit:
- U limit hold 'emu ulagati i dizati prije flopa može se samo za iznos big blinda, što se naziva small bet. U iduće dvije serije ulaganja (nakon turna i rivera) svako ulaganje ili dizanje mora biti dvostruko više od big blinda, što se naziva big bet. Ako se za pot natječu trojica ili više igrača, u većini igara prisutan je cap, tj. ograničenje broja raiseova (dizanja). Obično se cap stavlja na četiri dizanja, što znači da nakon četvrtog dizanja ostali igrači više ne smiju podizati ulog. Cap se skida ako su u igri samo dvojica igrača.

- No-limit biva korišten u većini turnira, uključujući i Main Event WSOP-a. Kod takvog oblika, igrači mogu ulagati bilo koju količinu chipova ili novca pod uvjetom da je količina uloženog barem jednaka big blindu. Dizati se može neograničeno (ali minimalno za iznos prethodnog uloga ili raisea) uključujući i sve chipove odjednom (all-in). No-limit je daleko najpopularniji oblik Texas hold 'ema.

- Kod pot-limita maksimalni ulog ili raise jednak je iznosu pota. Primjerice, ako je u potu $250, prvi igrač na redu ne smije uložiti više od $250. U slučaju da je netko već ulagao, iznos maksimalnog raisea izračuna se tako da se uzme iznos ukupnog pota do sada te se njemu pridoda dvostruki iznos prethodnog uloga ili dizanja. Primjerice, ako je u potu $250, a prvi igrač je uložio $50, tada je maksimalno dizanje koje može načiniti drugi igrač iznos ukupnog pota ($300) pribrojeno dvostrukom iznosu uloga prvog igrača ($100), tj. $400. Pot-limit najrjeđi je oblik Texas hold 'ema.

### Igranje ruke
Svaki igrač ima pet točno određenih mogućnosti tijekom igre:
- check (propuštanje reda bez ulaganja ili dizanja);
- bet (prvo ulaganje chipova);
- call (ulaganje taman dovoljno chipova ili novca da bi se pokrio posljednji bet ili raise);
- raise (dizanje početnog beta ili prijašnjeg raise-a minimalno za dvostruku vrijednost);
- fold (odustajanje od ruke i čekanje nove za ponovnu igru).

Ruka počinje tako što svaki igrač za stolom dobije dvije karte okrenute prema dolje koje su poznate samo njemu. Prvu kartu dobiva igrač koji postavlja small blind, dok igrač s buttonom dobiva zadnju kartu. Dvije privatne karte nazivaju se hole cards ili pocket cards, a upravo su one jedine od 52 u špilu koje igrač drži samo za sebe.

#### Prije flopa (pre-flop)
Ulaganje počinje prije flopa (pre-flop betting) počevši od igrača lijevo od big blinda (kolokvijalno nazvan under-the-gun) prema samom big blindu (naravno, u smjeru kazaljke na satu). Pre-flop faza završava kad svi igrači osim pobjednika odustanu (u tom slučaju cijela ruka završava) ili kad barem jedan igrač prati big blind ili nečije dizanje (raise), a u tom slučaju ruka se nastavlja prvim ulaganjem nakon flopa. Ako igrači samo prate big blind (bez dizanja), onda igrač koji je na big blindu ima opciju dizanja ili checka (što označava kraj pre-flopa i znak djelitelju da podijeli flop). Igraču na big blindu nikad nije korisno odustati u slučaju da nitko ne diže; u toj situaciji jednostavnim checkom (propuštanjem) ne izlaže se dodatnom riziku gubitka chipova osim iznosa big blinda u namjeri da vidi flop.

#### Poslije flopa (post-flop)
Nakon ulaganja prije flopa, pod uvjetom da su u ruci preostala minimalno dva igrača, djelitelj dijeli flop, tri karte zajedničke svim igračima. Odmah nakon flopa počinje druga faza ulaganja, ali u lagano izmijenjenom redoslijedu od pre-flop ulaganja; igrač lijevo od buttona na prvom je potezu, dok je sam button u pozicijskoj prednosti jer igra posljednji do kraja ruke.
Nakon flopa dolazi turn (ponekad zvan i fourth street), jedna karta nakon koje dolazi još jedna faza ulaganja istim redoslijedom kao i nakon flopa. Posljednja karta zajednička svim igračima naziva se river ili, rjeđe, fifth street, a nakon nje dolazi do posljednje faze ulaganja.

#### Kraj ruke (showdown)
Ruka završava pokazivanjem karata i njihovim uspoređivanjem ili tako da od ruke u posljednjoj fazi ulaganja odustanu svi igrači osim pobjednika.

### Primjer ruke
Ispod je naveden primjer jedne ruke:
| Zajedničke karte (community cards)10♣' 8♣' 10 ♠3 8♠ | Zajedničke karte (community cards)10♣' 8♣' 10 ♠3 8♠ | Zajedničke karte (community cards)10♣' 8♣' 10 ♠3 8♠ | Zajedničke karte (community cards)10♣' 8♣' 10 ♠3 8♠ |
| --------------------------------------------------- | --------------------------------------------------- | --------------------------------------------------- | --------------------------------------------------- |
| Luka J♣4♣                                           | Ana J♠ 7♠                                           |                                                     |                                                     |

Svaki igrač koristi pet od sedam karata za slaganje najbolje moguće kombinacije:
| Luka   | 4♣ 4♥ 4♦ A♣ K♠ | Tris (three of a kind) četvorki i as kicker. |
| Ana    | A♠ K♠ 9♠ 8♠ 7♠ | Boja (flush) do asa.                         |
| Ivan   | K♠ K♥ K♦ 4♣ 4♥ | Full house; kraljevi i četvorke.             |
| Marina | 8♠ 7♠ 6♦ 5♦ 4♥ | Skala (straight) do osmice.                  |

U ovoj ruci Ivan bi pobijedio svojim full houseom, dok Luka ima najgoru ruku. Za poredak ruku, pogledajte članak o rukama u pokeru.

#### Kickeriisplit pot
Pošto je čak pet karata zajedničko svim igračima za stolom, često se događa da su najbolje ruke vrlo blizu jedna drugoj po jačini. Zbog toga u Texas hold 'emu postoje kickeri, karte koje, u slučaju da dvoje ili više igrača imaju istu najjaču kombinaciju, odlučuju pobjednika. Ako je najbolja kombinacija dvaju ili više igrača npr. tris aseva, pobjednik je onaj s većim kickerom. Ako igrači dijele najjači kicker, gleda se drugi kicker. Ako je i peta karta (dakle, drugi kicker, ujedno i posljednja karta koja čini kombinaciju) zajednička većem broju igrača od jednog, dolazi do pota podijeljenog na dva ili više dijelova, ovisno o broju igrača koji imaju jednaku ruku (split pot).
Kickeri nisu relevantni kod kombinacija koje se sastoje od pet karata: 
- skala (straight); ako više igrača ima skalu, pobjednik je onaj čija je karta kojom skala završava najveća;
- boja (flush); ako više igrača ima boju, pobjednik je onaj s kartom najveće vrijednosti koja čini boju;
- full house; u slučaju dva ili više full housea u istoj ruci pobjeđuje onaj s najjačim trisom, a u slučaju jednakog trisa gleda se najjači par;
- skala u boji (straight flush); isti princip kao kod obične skale.

## Strategija
Većina stručnjaka preporučuje tight-aggressive pristup Texas hold 'emu, što označava učestalo ulaganje i dizanje s malenim brojem odabranih ruku. No, profesionalci koriste i druge strategije s uspjehom, uključujući i najriskantniji potez, blefiranje. Mjesto koje igrač zauzima za stolom u ruci je od velike važnosti u razradi strategije pogotovo u no-limit igri, jer igrači koji su na potezu kasnije u ruci imaju više informacija od igrača ispred njih.

### Početne ruke
Lako je izbrojati sve kombinacije koje igrač može dobiti u svom pocketu zbog malenog broja karata koje dobije u pocketu (2); postoji (52 × 51) ÷ 2 = 1326 mogućih kombinacija (52 karte nalaze se u špilu). Prije flopa boja (suit) karata nema nikakvu važnost, što bi značilo da su, u toj fazi ruke, npr. A♥ A♣ jednaki po snazi samo drugim asevima, A♦ A♠.
Uzevši to u obzir, postoji samo 169 različitih kombinacija karata koje igrač može dobiti:
- 13 kombinacija odnosti se na parove u ruci od 2 do asa (pocket pairs);
- 78 kombinacija karata različitog suita (par u pocketu nikad ne može biti istog suita);
- 78 kombinacija karata istog suita.[26] Karte u pocketu istog suita lagano su jače od onih različitog suita te slabije od parova u pocketu.[27]

Zbog ograničenog i relativno malenog broja početnih ruku, većina vodiča potanko razrađuje svaku od 169 mogućih kombinacija, a taj broj je neizravno uzrokovao i smišljanje brojnih imena za ruke u Texas hold 'emu.

### Razlika u strategiji kodcash gameaiturnira

#### Cash(ring)game
Prije izuma pokeraških turnira igralo se za pravi novac, a chipovi su se koristili samo za predstavljanje određenog novčanog iznosa. I danas se često koristi sustav ulaganja pravog novca pod nazivom cash ili ring game.
No-limit i limit razlikuju se toliko da, prema Doyleu Brunsonu, ne postoji mnogo igrača koji podjednako uspješno igraju obje vrste hold 'ema. Igrači navikli na no-limit često imaju problema s navikavanjem na nižu brzinu, odnosno prilagođavanju granici (limitu), dok igrači koji prakticiraju hold 'em s ograničenjem vrlo često nemaju hrabrosti pratiti ili dizati visoke uloge drugih igrača." Zbog ograničenja na visinu uloga kod limit hold 'ema uspjeh kod blefiranja je smanjen jer igrača koji mora pratiti to košta mnogo manje nego kod no-limita; iz tog razloga igračima se preporučuje izlaganje lagano većem riziku kod hold 'ema s ograničenjem.

#### Turniri
Ovaj oblik Texas hold 'ema koristi se na većini turnira uključujući i Main Event WSOP-a. Igrač na turnir ulazi s početnim iznosom chipova kupljenih za pravi novac (buy-in) koji predstavljaju njegovo stanje u poretku igrača i koji je na početku jednak za sve igrače. Turnir završava kad jedan igrač (ujedno i pobjednik) osvoji sve chipove, a novac se dijeli proporcionalno pozicijama na kojoj su igrači završili turnir pobjednik dobiva najviše novca, drugoplasirani nešto manje itd. Zbog takvog načina igre, strategija za turnire bitno se razlikuje od one za cash game.
Pravilna strategija varira ovisno o broju chipova koje posjeduje igrač te njegovi protivnici, stadiju turnira (početna faza, završna faza) i strategiji koju njegovi protivnici koriste. Mišljenja oko načina igre (tight ili loose) također se razilaze; neki stručnjaci smatraju da igrač mora nastaviti s već opisanom tight-aggressive igrom, dok drugi preporučuju opušteniju (loose) igru s više odigranih ruku.
Blindovi i ante rastu periodički kako turnir odmiče, što igrače s malo chipova (short stack, shortstacked) tjera na igranje ruku od kojih bi, u normalnim okolnostima odustali, u svrhu poboljšanja svog stanja s chipovima.

## Slične igre
Omaha hold 'em najsličnija je igra Texas hold 'emu. Kompletna struktura igre ostaje jednaka, osim što igrač dobije četiri karte u pocket, dvije više nego u Texas hold 'emu, a za slaganje dobitne kombinacije mora koristiti isključivo svoje dvije karte (od četiri) i tri na stolu (od pet), ako do rivera uopće dođe.
Uz Omahu i Texas hold 'em postoje i manje im poznate srodne igre poput Royal hold 'ema, Pineapplea i Manile.